# 新山福治
新山 福治（にいやま ふくじ、1879年（明治12年）10月27日 - 1940年（昭和15年）10月30日）は、大日本帝国陸軍軍人。最終階級は陸軍少将。

## 経歴・人物
秋田県出身。1901年（明治34年）陸軍士官学校第13期卒業。
1924年（大正13年）2月に陸軍歩兵大佐・豊橋連隊区司令官、1927年（昭和2年）2月に歩兵第47連隊長を経て、1929年（昭和4年）8月1日に陸軍少将に昇進と同時に待命、同月31日に予備役に編入した。